# Binan
Binan (Biñan en pilipino) est une ville des Philippines située sur l'île de Luçon, dans la province de la Lagune. Sa population en 2008 était de 297 241 habitants.
Dans la seconde moitié du XIXe siècle, elle dépendait encore du diocèse de Manille. D'après le Grand dictionnaire universel du XIXe siècle, la commune abritait en 1867 une population de 10 948 habitants. Ce territoire des Philippines espagnoles était alors fertile en riz, canne à sucre, tamarins et oranges; à cette époque, l'économie locale reposait sur le commerce des produits agricoles et de quelques tissus fabriqués par les femmes.

## Personnalités liées
- Encarnación Alzona (1895-2001), née à Binan, féministe et historienne.